# Heredero varón
Un heredero varón (a veces herederos varones en plural) —que por lo general describe al hijo primogénito (primogenitura) o al hijo mayor sobreviviente de una familia— ha sido tradicionalmente el receptor del residuo de la herencia, los títulos, la riqueza y las responsabilidades de su padre en un sistema patrilineal. Este sistema puede variar según la región, pero tiene orígenes antiguos, tal vez prehistóricos, y aparece en el Código de Hammurabi: «Como las hijas se casan con extraños y, por lo tanto, se separan de su familia, solo los hijos heredan la herencia paterna. Son ellos quienes perpetúan el nombre de la familia y preservan la propiedad ancestral».
La ausencia o insuficiencia de un heredero varón ha sido, por lo tanto, periódicamente problemática, dando lugar a crisis sucesorias, trastornos corporativos y, ocasionalmente, guerras. La presencia o ausencia de un heredero varón puede alterar los patrones de toma de decisiones de los padres.